# Air Nusa
Air Nusa is een bestuurslaag in het regentschap Natuna van de provincie Riau-archipel, Indonesië. Air Nusa telt 781 inwoners (volkstelling 2010).